# Річки Шрі-Ланки

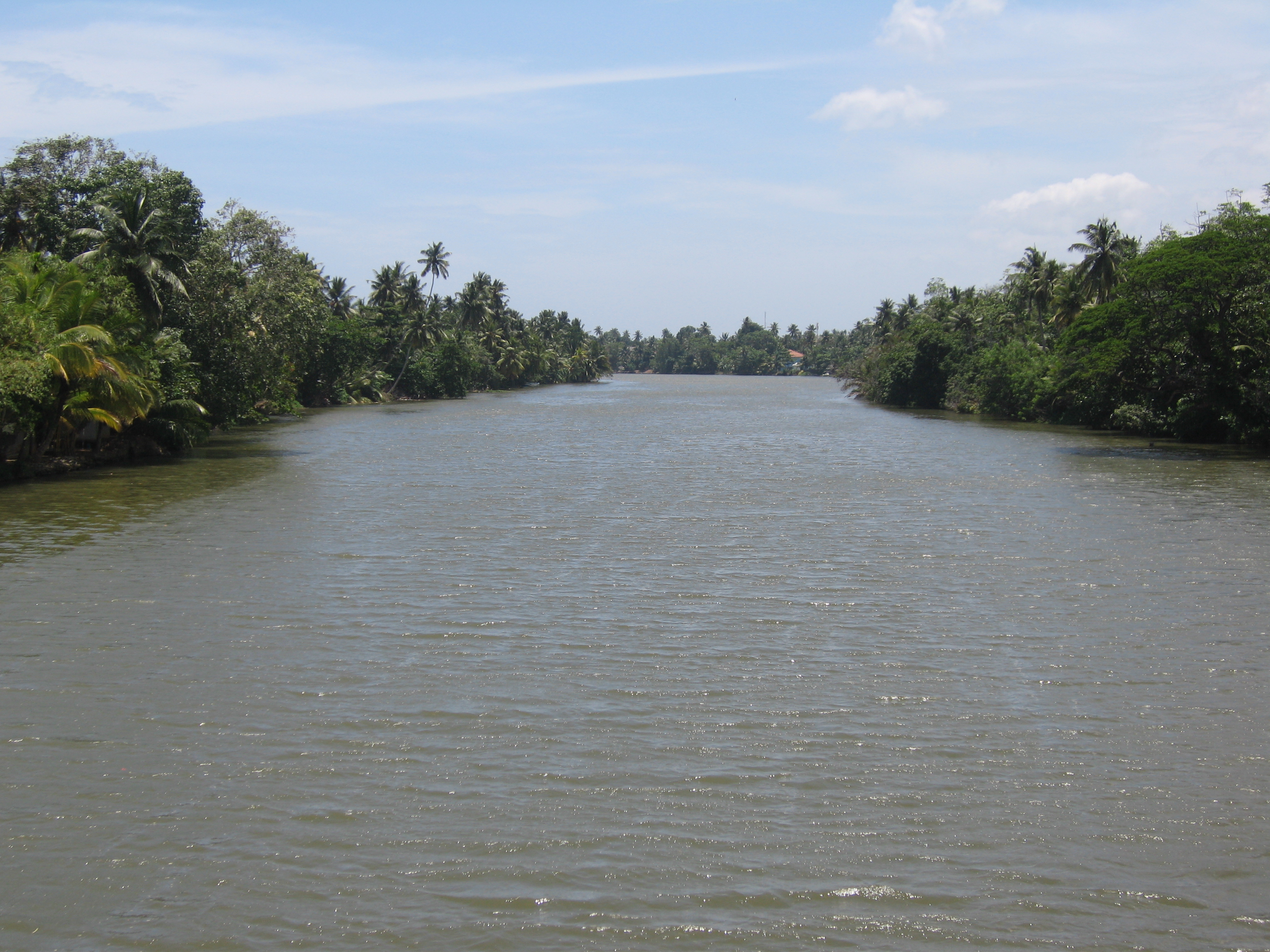
Річка Нілвала

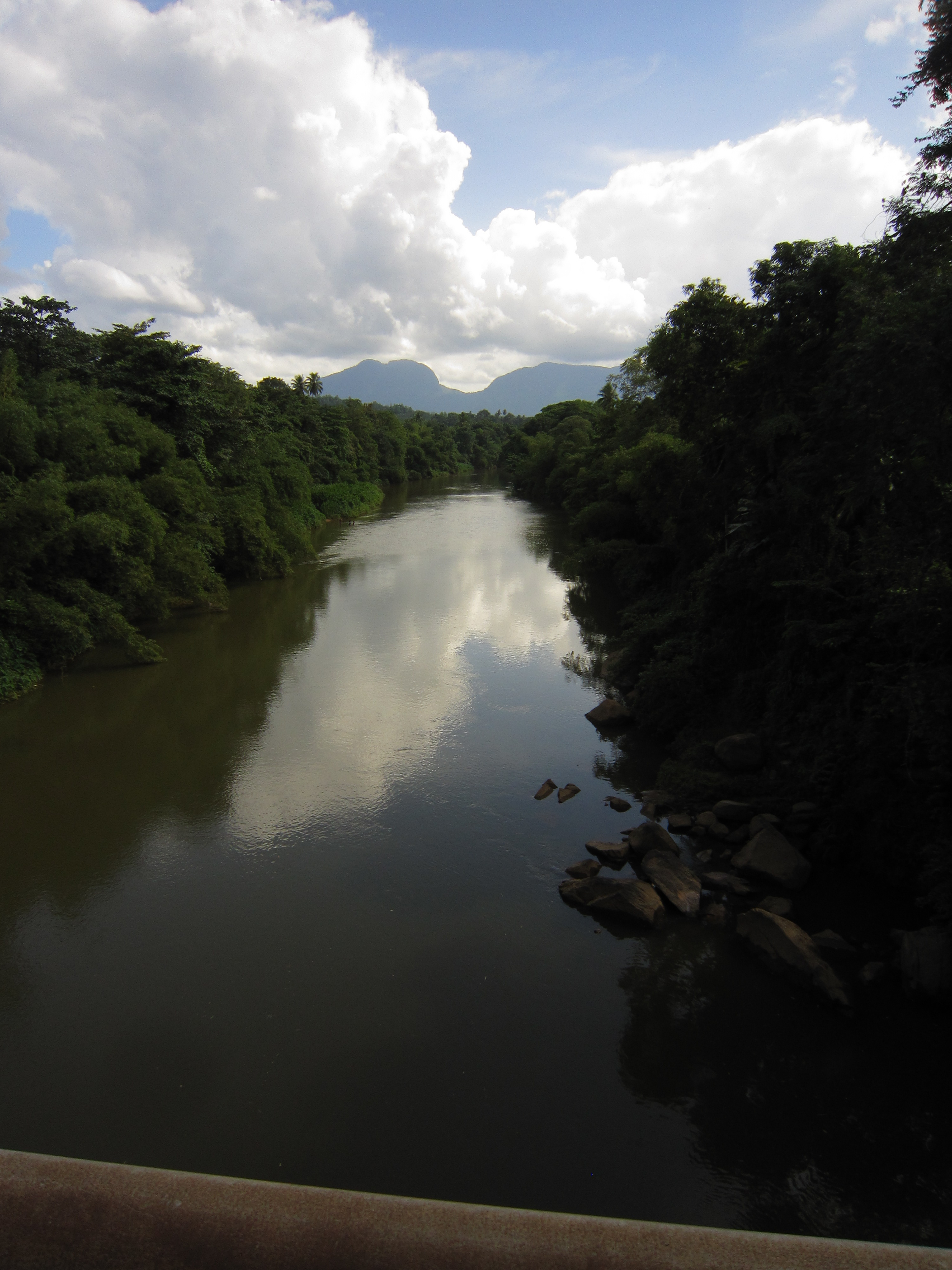
Річка Калу

На Шрі-Ланці налічується 103 постійних річки, з них більше дев'яноста течуть з центральної гірської частини до західного, східного і південного узбереж острова. Найбільша річка — Махавелі, її басейн займає приблизно одну шосту частину площі острова.

## Найбільші річки
Нижче наведено список найбільших річок Шрі-Ланки. До нього включено річки довші ніж 100 кілометрів.
| Назва          | Витік                                     | Гирло                                            | Довжина, км | Площа басейну, км2 |
| -------------- | ----------------------------------------- | ------------------------------------------------ | ----------- | ------------------ |
| Махавелі       | Котмале                                   | Затока Коддіяр (Трінкомалі)                      | 335         | 10237              |
| Малвату        | Наччадува-Танк                            | Ванкалаї                                         | 164         | 3246               |
| Кала           | Дамбулла                                  | Вілпатту                                         | 148         | 2772               |
| Келані         | Хаттон                                    | Коломбо                                          | 145         | 2278               |
| Ян             | Кодаліпотана                              | східне узбережжя, на південь від Пулмоддая       | 142         | 1520               |
| Дедуру         | Маватагама, округ Матале                  | Чілав                                            | 142         | 2616               |
| Валаве (річка) | Раванакачда                               | Амбалантота                                      | 138         | 2616               |
| Мадуру         | Мадуру-Оя                                 | Валлайченай                                      | 135         | 1541               |
| Махаоя         | Улупане, поблизу Канді, округ Нувара-Елія | Вайккал, біля Негомбо                            | 134         | 1510               |
| Калу           | Пік Адама                                 | Калутара                                         | 129         | 2688               |
| Кірінді        | Бандаравела                               | південно-східне узбережжя, поблизу м. Дорава     | 117         | 2688               |
| Кумбуккан      | Вакінігахавела-Відія                      | південно-східне узбережжя, поблизу селища Кумака | 116         | 1218               |
| Меник          | Намунукула                                | Яла                                              | 114         | 1272               |
| Гін            | Сінхараджа                                | Північніше Галле, Гінтота                        | 113         | 922                |
| Мі             | Амбаїпола                                 | Путталам                                         | 109         | 1024               |
| Гал            | Ялкумбура                                 | східне узбережжя, на південь від міста Калмунай  | 108         | 1792               |
| Нілвала        | Пік Адама                                 | Матара                                           | 101         | 960                |